# Cracu Muntelui, Mehedinți
Cracu Muntelui este un sat în comuna Ponoarele din județul Mehedinți, Oltenia, România.